# SRS (motocicleta)
SRS (o S.R.S., inicials de Simeó Rabasa i Singla) fou una marca catalana de velomotors, fabricats a Mollet del Vallès entre 1950 i 1953 per l'empresa Bicicletas Rabasa, anomenada Nacional Motor Rabasa S.A. a partir de novembre de 1950 i coneguda després com a Derbi.

## Història

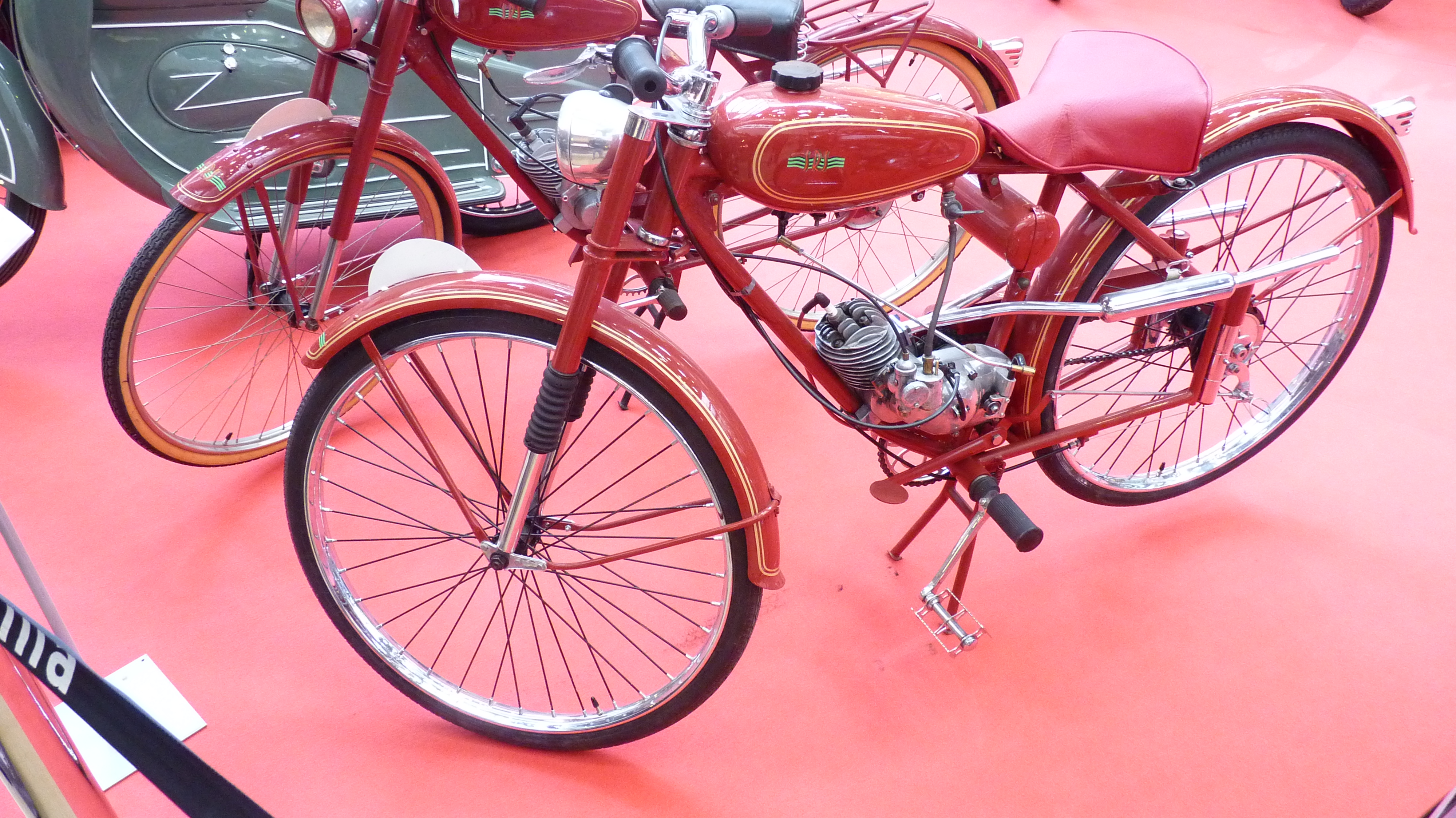
SRS 48 cc de 1949, la primera sèrie fabricada

Els SRS duien motors Iresa de 48 o 53 cc i representaren l'estrena de la casa Bicicletas Rabasa com a fabricant de motocicletes (anteriorment, havia fabricat els bastidors de les 1.000 primeres Guzzi 65 i forquilles telescòpiques). Eren uns ciclomotors de bon disseny i fabricació, i el seu èxit es degué al conjunt fabricat per Rabasa, més que no pas al motor (que aleshores el muntaven diverses marques). El model de 48cc, per exemple, incloïa forquilles telescòpiques, èmbol de suspensió al darrere, frens de tambor, canvi de dues velocitats accionat manualment i un motor de dos temps amb una potència d'1,5 CV a 4.500 rpm, que podia assolir els 45 km/h.
Un cop sortí al mercat la Derbi 250, l'empresa molletana perdé l'interès pel seu ciclomotor, el qual passà a ser fabricat directament per l'empresa castellana Iresa.